# Tolowes
Els tolowes o taa-laa-wa dee-ni’ són una tribu na-dené que parla una llengua atapascana de la costa del Pacífic, també anomenada talowa. Ocupava les viles d'Echulit, Khoonkhwuttunne i Khosatumie de la branca Khaamotene, Chesthltishtunne, Tatlatunne, Ataakut, Meetkeni, Stuntusunwhott, Targhinaatun, Thltsusmetunne, i Turghestlsatun.

## Localització
Vivien al Nord de Califòrnia, entre el riu Klamath i Pt Saint George, a la costa, a la frontera entre Califòrnia i Oregon. Actualment viuen a les ranxeries Elk Valley i Smith River. Actualment són membres de les tribus reconegudes federalment ranxeria Smith River, ranxeria Elk Valley, Tribus Confederades d'Indis Siletz, comunitat índia Cher-Ae Heights, i la no reconeguda Nació Tolowa.

## Demografia
Mai han estat gaire nombrosos, potser eren 450 el 1770, però el 1880 havien estat reduïts a 200 i a 150 el 1900. El cens del 1910 en senyalava 121. El 1960 eren uns 150 a Califòrnia, però el 1910 només restaven 3 o 4 parlants de la seva llengua.
Segons dades del cens dels EUA del 2000, hi havia 649 purs, 91 barrejats amb altres tribus, 195 barrejats amb altres races i 25 amb altres races i tribus. En total, 960 individus. Segons dades de la BIA del 1995, a la ranxeria Smith River hi vivien 493 individus (770 al rol tribal), i a Elk Valley hi viuen 38 (77 al rol tribal).

## Costums
La seva cultura era similar a la de les tribus del Nord-oest, però amb fortes influències californianes. Les dones duien barret de palla i collars de cloïsses.
Vivien repartits entre uns 20 poblats que sovint es barallaven entre ells, però que s'unien sempre per a lluitar contra els yurok i karok.
Eren importants com a mitjancers en el comerç de cloïsses de dentàlia gràcies a llurs contactes amb els indis de Vancouver, ja que eren emprades com a moneda a la regió.
També eren força coneguts per les seves canoes de fusta de secoia, lligades amb cordes fetes d'una varietat de lliri. També feien cistells de vímet i sonalls amb unglots de cérvols per a les cerimònies, com la Dansa Anyal del Salmó, i també s'uniren a la Dansa de l'Esperit.

## Història
Llur Taa-laa-waa-dvn (“terra ancestral tolowa”) es troba a la costa del Pacífic, entre les conques de Wilson Creek i riu Smith River i les conques veïnes al nord-oest de Califòrnia dels rius Winchuck, Chetco, Pistol, Rogue, Elk i Sixes, que s'estén cap a l'interior pel riu Rogue a tota la Vall d'Applegate al sud-oest d'Oregon als Estats Units; més o menys en els actuals comtats de Curry, Josephine i Del Norte. La zona estava delimitada per Port Orford (Oregon) al nord i Wilson Creek, al nord del riu Klamath, a Califòrnia, al sud. Vivien en aproximadament vuit aldees permanents en el que avui és Califòrnia i Oregon, en particular sobre a la badia Crescent i llac Earl.
Llurs veïns tribals són els ko-kwel i umpqua al nord, takelmes, shasta i karuks a l'est i yuroks al sud.
El nom "tolowa" deriva de Taa-laa-welh (Taa-laa-wa) un nom algonquí que els fou donat pels yuroks. Taa-laa-welh és el seu nom yurok per a la seva vila més important, Yan’-daa-k’vt. En total, hi ha més de vint (28) diversos noms pels tolowa documentats per antropòlegs, lingüistes i el Govern Federal.
El seu autònim és xus o xvsh, que vol dir "persona" o "ésser humà". (Llur nom karuk, yuh'ára, "gent del riu avall" també era usat per als yurok).
També es deien a si mateixos en un sentit polític Dee-ni’, que significa ciutadà d'un yvtlh-’i~ (política). L'antic Dee-ni’ Taa-laa-waa-dvn fou dividida en governs yvtlh-’i~. En aquest cas el nom Taa-laa-wa Dee-ni’ els descriu com a ciutadans de the Taa-laa-waa-dvn.
Foren vistos per primer cop per l'espanyol Bodega el 1777, i el 1793 per George Vancouver. Potser foren reduïts per una epidèmia de còlera.
Entraren en contacte amb els blancs a mitjans del segle xix, quan els va visitar Jedediah Smith el 1828, i foren delmats per les malalties des del 1850, l'alcohol i l'aculturació. El 1861 foren duts a les reserves deixant les seves terres d'origen. El 1871 molts seguiren el moviment Ghostdance, però el 1929 s'apuntaren a la Shaker Church. Loren Bommelyn és l'últim parlant de la seva llengua.